# 대한민국의 명승
명승(名勝)은 대한민국의 국가지정문화재로, 문화재청에서 경치가 뛰어난 지역을 대상으로 지정한다.
문화재보호법 시행규칙에 따르면 유명한 건물이나 꽃·나무·새·짐승·물고기·벌레 등의 서식지, 유명한 경승지·산악·협곡·해협·곶·심연·폭포·호수·급류 등 특색있는 하천·고원·평원·구릉·온천지 등을 “명승”으로 규정하고 있다.

## 명승 목록
- 대한민국의 명승 (1970년대~2000년대)
- 대한민국의 명승 (2010년대)
- 대한민국의 명승 (2020년대)

## 같이 보기
- 대한민국의 문화재
- 대한민국의 국보
- 대한민국의 보물
- 대한민국의 천연기념물
- 대한민국의 사적
- 대한민국의 국가무형문화재
- 대한민국의 중요민속문화재